# Kanton Saint-Jean-en-Royans
Kanton Saint-Jean-en-Royans is een voormalig kanton van het Franse departement Drôme. Het kanton maakte deel uit van het arrondissement Valence. Het werd opgeheven bij decreet van 20 februari 2014 met uitwerking op 22 maart 2015.  Alle gemeenten zijn opgenomen in het nieuwe kanton Vercors-Monts-du-Matin.

## Gemeenten
Het kanton Saint-Jean-en-Royans omvatte de volgende gemeenten:
- Bouvante
- Échevis
- La Motte-Fanjas
- Léoncel
- Oriol-en-Royans
- Rochechinard
- Sainte-Eulalie-en-Royans
- Saint-Jean-en-Royans (hoofdplaats)
- Saint-Laurent-en-Royans
- Saint-Martin-le-Colonel
- Saint-Nazaire-en-Royans
- Saint-Thomas-en-Royans